# Chris Zoricich
Chris Zoricich (Auckland, 3 maggio 1969) è un ex calciatore neozelandese, di ruolo difensore.

## Palmarès

### Club

#### Competizioni nazionali
- Campionato australiano: 1

Brisbane Roar: 1997